# Marek Chołoniewski
Marek Tomasz Chołoniewski (ur. 23 października 1953 w Krakowie) – kompozytor, artysta dźwiękowy, profesor, animator kultury, wykonawca muzyki współczesnej i eksperymentalnej.

## Życiorys
Absolwent Akademii Muzycznej w Krakowie w klasie gry na organach (w klasie Leszka Wernera), teorii muzyki i kompozycji (w klasie Bogusława Schaeffera) oraz muzyki elektronicznej (pod kierunkiem Józefa Patkowskiego). 
Od 1976 roku pracuje w Studio Muzyki Elektroakustycznej Akademii Muzycznej im. Krzysztofa Pendereckiego w Krakowie, a od 2000 roku jako jej kierownik. W 1977 roku założył i kieruje Stowarzyszeniem Artystycznym Muzyka Centrum, prowadzącym głównie działalność koncertową. Kierownik Pracowni Audiosfery Katedry Obszarów Sztuki Wydziału Intermediów Akademii Sztuk Pięknych im. Jana Matejki w Krakowie.
Od 1979 roku jest członkiem Grupy Krakowskiej. 
W 1986 roku wraz z Krzysztofem Knittlem i Piotrem Bikontem założył zespół Pociąg Towarowy. Jest założycielem Studia MCH oraz współzaożycielem: Studia Ch&K (wspólnie z Krzysztofem Knittlem), grupy CH&K&K (wspólnie z Krzysztofem Knittlem i W. Kiniorskim), mc2 duo (wspólnie z Marcelem Chyrzyńskim), Infinitive Quartet (wspólnie z Keirem Nueringerem, Ryanem Zavelem i Rafałem Mazurem), Natural Plastic (wspólnie z Amy Knoles), Dizzy Kinetics (z Zenial), Grupe 2 (z Miłoszem Łuczyńskim), Kinetic Trio (z Włodzimierzem Kiniorskim i Rafałem Mazurem) - zespołów prowadzących działalność koncertową i nagraniową. 
Od 1984 roku koncertuje, prowadzi kursy i wykłady z muzyki komputerowej w wielu krajach Europy, Azji, i obu Ameryk. W latach 1988–1992 organizował serię koncertów „Audio Art”. 
Od 1993 roku jest inicjatorem i dyrektorem artystycznym międzynarodowego Festiwalu Audio Art, Międzynarodowych Warsztatów Muzyki Współczesnej Kraków/Stuttgart (wspólnie z Matthiasem Hermannem).
W latach 1993–1999 był dyrektorem artystycznym Internationale Akademie für Neue Komposition und Audio Art w Schwaz (Austria). 
W 2003 roku był inicjatorem Festiwalu Audio Art w Seulu (wspólnie z Jeajoon Ryu), a także współtwórcą i koordynatorem projektów realizowanych w ramach programów wspomaganych ze środków Komisji Europejskiej: Bridges (wspólnie z Krzysztofem Kwiatkowskim), Ensemble Spiel (ze Stephanem Meierem / Musik für Heute, Hanower), European Course for Musical Composition and Technologies (IRCAM, Paris), Integra (Birmingham Conservatory), European Modern Orchestra (z Krzysztofem Kwiatkowskim). 
W 2005 założyciel i prezes Polskiego Stowarzyszenia Muzyki Elektroakustycznej (polskiej federacji CIME/UNESCO). Od 2008 sekretarz, a od 2011 prezes Międzynarodowej Konfederacji Muzyki Elektroakustycznej CIME / ICEM.
Jest twórcą kompozycji instrumentalnych, elektroakustycznych i audiowizualnych, muzyki do teatru, filmu, radia i TV, a także autorem i koordynatorem projektów przestrzennych i internetowych: GlobalMix, Statek Artystów i GPS-Art. W 2006 roku zainicjował i zrealizował (wspólnie z Łukaszem Szałankiewiczem i Dicksonem Dee) projekt wymiany Polska/Chińska Sztuka Dźwiękowa w Chinach/Polsce. Od 2012 organizator konferencji naukowych, konkursów muzyki elektroakustycznej, współzałożyciel i koordynator kolektywu GrupLab z cotygodniową serią spotkań muzycznych Plejrek.

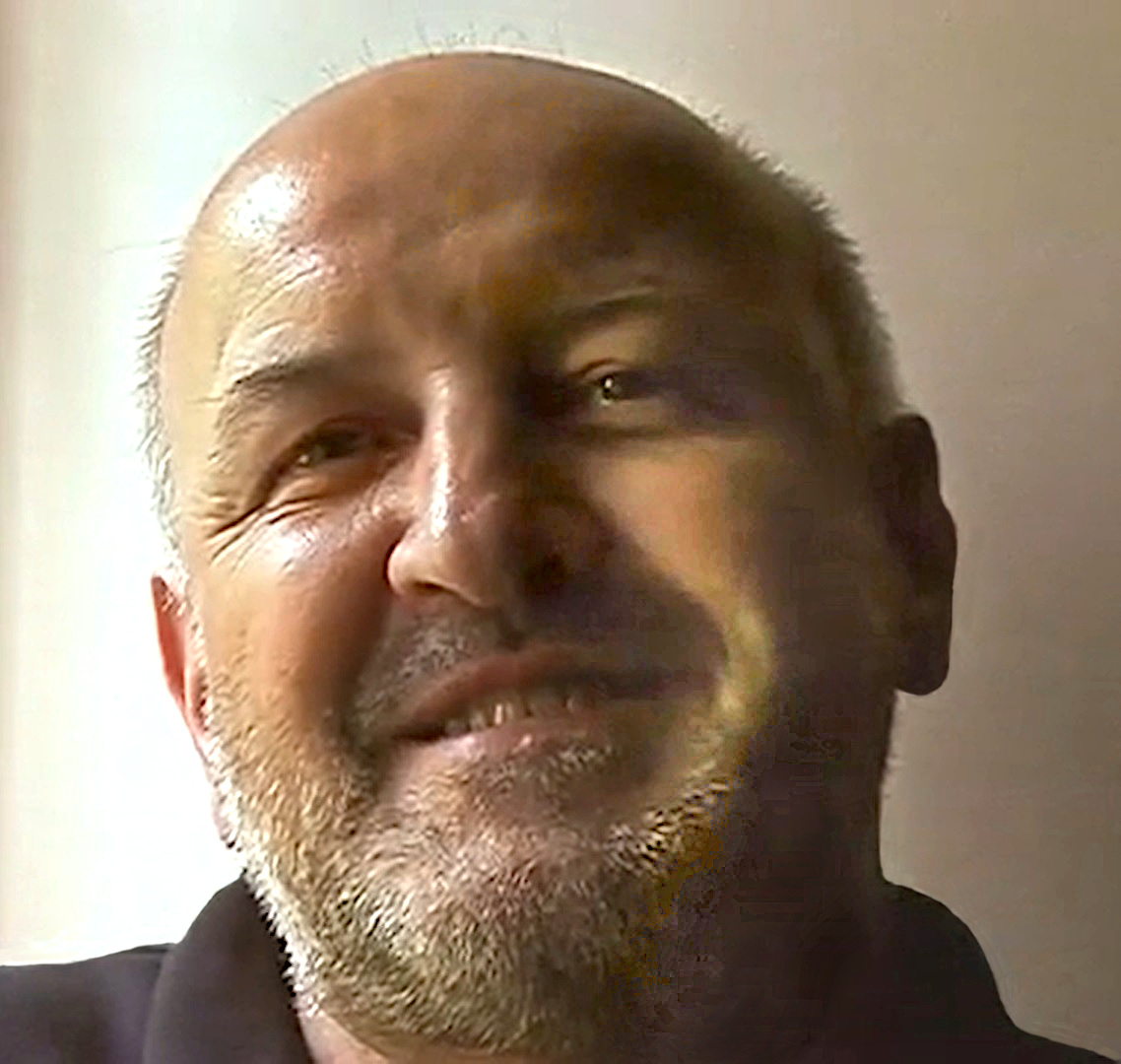
Marek Choloniewski in music is (Speaking Portraits) (Vol. I), c.2005

W 2017 został odznaczony Srebrnym Medalem „Zasłużony Kulturze Gloria Artis”. Został odznaczony Srebrnym (2007) i Złotym (2023) Krzyżem Zasługi.
Z inicjatywy Marka Chołoniewskiego, Natalii Balskiej, Marcina Janusa, Marcina Strzeleckiego i Petera Sycha w lutym 2012 roku jako przedłużenie działalności Orkiestry Elektro Novej powstał GrupLab – kolektyw naukowo-badawczy Studia Muzyki Elektroakustycznej Akademii Muzycznej w Krakowie. 